# Amillarament
L'amillarament (del castellà amillaramiento) era l'informe o document que elaboraven els ajuntaments contemporanis per saber la riquesa pecuniària, urbana i rústica dels contribuents de llur terme municipal. A l'amillarament s'hi escrivien diverses variables, entre les quals el nom del cap de família, la casa, les parcel·les de terreny que posseïa, la seva localització i els topònims, què s'hi conreava, i sobretot el líquid imposable a partir del qual es calculava el que havia de pagar aquella casa. Els amillaraments van néixer amb el nom de Padrones de riqueza a partir la llei del 23 de maig de 1845 de Món que reformava el sistema tributari. El nombre d'amillaraments fets variava a cada municipi, però hi ha algunes dates comunes on se'n feren de manera generalitzada: el 1855, el 1860, el 1872, el 1918-1922, el 1930, el 1945 i el 1955. Mentre no se'n feia un de nou els ajuntaments acostumaven a fer uns apèndixs per actualitzar les dades del darrer. Sovint han estat utilitzats en historiografia per a investigar l'estructura de la propietat de la terra.